# Hemionitis pinnatifida
Hemionitis pinnatifida là một loài thực vật có mạch trong họ Adiantaceae. Loài này được Baker mô tả khoa học đầu tiên năm 1868.